# Kauaiina alakaii
Kauaiina alakaii là một loài bướm đêm thuộc họ Geometridae. Nó là loài đặc hữu của miền đông Kauai, nơi nó được sưu tập ở đầm lầy Alakai, do đó nó được đặt tên theo đầm lầy này.
Sải cánh dài 33–37 mm. Nó có màu sắc phong phú từ vang đỏ đậm đến nâu.